# Cortinarius austrocyanites
Cortinarius austrocyanites är en svampart som beskrevs av Soop 2001. Cortinarius austrocyanites ingår i släktet Cortinarius och familjen spindlingar.   Inga underarter finns listade i Catalogue of Life.